# Ardisia koupensis
Espèce
Statut de conservation UICN

 EN B1ab(iii) : En danger
Ardisia koupensis est une espèce de plantes à fleurs de la famille des Primulaceae. Elle est endémique au Cameroun dans la zone du Mont Koupé. Son habitat naturel se trouve dans les forêts humides à basse altitude des zones subtropicales ou tropicales. Elle est menacée par la perte de son habitat naturel.

## Classification
Cette espèce a été décrite en 1979 par le botaniste belge Auguste Simon Taton (1914/27-1989).
En classification phylogénétique APG III (2009), l'espèce fait partie de la famille des Primulaceae. En classification classique de Cronquist (1981), le genre Ardisia était assigné la famille des Myrsinaceae.

## Plante menacée d’extinction
En 1979, un spécimen unique de Ardisia koupensis a été trouvé sur les pentes occidentales du mont Koupé, juste au-dessus de Mbule. Depuis lors, cette plante a été trouvée dans deux autres endroits localisés sur la montagne au-dessus du village de Koupé. La plante Ardisia koupensis qui pousse dans les sous-étages des mi-altitudes aux forêts sous-montagneuses à couvert fermé est classée depuis 2004 sur la liste rouge de l'UICN des espèces menacées d'extinction.